# Garmalla
Garmalla (en gallego y oficialmente, A Garmalla) es una aldea española situada en la parroquia de Brandeso, del municipio de Arzúa, en la provincia de La Coruña, Galicia.

## Demografía
| Gráfica de evolución demográfica de Garmalla entre 2000 y 2021 |
|                                                                |
| Datos según el nomenclátor publicado por el INE.               |